# Selma von Lengefeld
Selma von Lengefeld (* 8. Juli 1863 in Pyritz; † 21. Februar 1934 in Weimar) war eine deutsche Akademikerin und Frauenrechtlerin.

## Leben und Werk
Nach dem Lehrerinnenexamen für mittlere und höhere Mädchenschulen, das sie 1882 in Wiesbaden ablegte, begab sich Selma von Lengefeld nach England. An der University of St Andrews erlangte sie den Titel Lady Literate in Arts. 1895 bis 1899 studierte sie an der Universität Zürich Geschichte, Philologie und Philosophie. 1900 wurde sie hier mit einer von Wilhelm Oechsli betreuten Dissertation über Domenico Silvio Passionei promoviert.
Zunächst arbeitete sie am Preußischen Staatsarchiv Wiesbaden, doch bereits 1901 erfolgte die Übersiedlung zur befreundeten Ärztin Mathilde Wagner nach Weimar, wo sie als freie Gelehrte, Forscherin und Schriftstellerin lebte. Eine angestrebte Anstellung am Goethe- und Schiller-Archiv blieb ihr aufgrund ihres Geschlechts verwehrt.
Selma von Lengenfeld war Vorsitzende des Vereins „Frauenbildung–Frauenstudium“ und saß 1922–1926 für die Deutsche Demokratische Partei im Stadtrat von Weimar.

## Nachlass
- Bestand: Nachlass Selma von Lengefeld.   Landesarchiv Thüringen – Staatsarchiv Rudolstadt.   Signatur: 5-97-2270.
- Ihre Bibliothek befindet sich heute in der Herzogin-Anna-Amalia-Bibliothek in Weimar.[3]